# Sublime (Film)
Sublime ist ein Horrorfilm / Psychothriller von Tony Krantz nach einem Drehbuch von Erik Jendresen. Die Hauptdarsteller sind Thomas Cavanagh, Kathleen York, Lawrence-Hilton Jacobs und Katherine Cunningham-Eves.

## Handlung
Am Morgen seines 40. Geburtstags erwacht George Grieves (Thomas Cavanagh) aus einem Albtraum, in welchem er fällt, jedoch nicht auf dem Boden aufkommt. Seine Frau Jenny (Kathleen York) wird wach, die beiden diskutieren über die Bedeutung des Traums, und sie formuliert die These, dass Menschen, die im Schlaf sterben, womöglich im Traum fallen und nicht erwachen, bevor sie aufschlagen.
Den Tag verbringt George mit seiner Frau und seinen Kindern Chloe und Ned und der anschließenden Party mit ein paar Freunden und seinem Bruder. Eines der Gespräche handelt von (unnötigen) Kunstfehlern als der häufigsten Todesursache in den Vereinigten Staaten von Amerika. George selbst stellt sich auf eine Routine-Darmspiegelung am kommenden Tag ein.
Am nächsten Tag bereiten der behandelnde Arzt Dr. Sharasi und Krankenschwester Zoe George im Beisein seiner Frau auf die Operation vor, wobei George versehentlich beim Hinsetzen in den Rollstuhl von Zoe durch einen Kratzer am Bein verletzt wird. Als er nach dem Eingriff wieder zu sich kommt, liegt er allein in einem Krankenhausbett. Im Fernsehgerät läuft ein Werbefernsehprogramm. Auf seinem Bauch findet er eine frisch vernähte Narbe. Als Zoe hereinkommt, fragt er sie was geschehen ist. Sie erklärt ihm, dass es Komplikationen bei der Untersuchung gab und er auf eine andere Station verlegt worden sei, auf der sie eigentlich nicht sein dürfe.
Als ein schwarzer Krankenpfleger im gestärkten Hemd und roter Fliege auftaucht, um Georges Tropf zu wechseln, verstummt Zoe, die sich offensichtlich vor dem Pfleger fürchtet. Ein anderer Arzt, Dr. Lichterhand (John Rubinstein) kommt herein und erklärt George, dass bei der Untersuchung ein Fehler unterlaufen sei. Durch die Verwechslung mit einem anderen Patienten sei versehentlich bei ihm eine Sympathektomie durchgeführt worden, eine endoskopisch durchgeführte Durchtrennung von Nerven in der Nähe des Rückgrats zur Behandlung von übermäßigem Schwitzen.
Immer wieder dämmert George weg und träumt von seiner Frau, seinen beiden Kindern und seinem 40. Geburtstag. Jedes Mal, wenn er wieder zu sich kommt, befindet sich jemand anderes in seinem Zimmer. Einmal ist es ein vollständig einbandagierter Zimmergenosse mit amputierter Hand, der ihn vor dem Krankenhaus warnt, dann sind es wieder Zoe oder der mysteriöse Krankenpfleger mit der roten Fliege, der sich als Mandingo vorstellt. Als George von seinem Fenster aus beobachtet, wie seine Frau sich in einem anderen Flügel des Krankenhauses lachend mit Dr. Sharasi unterhält, bittet er Zoe ihn dorthin zu bringen. Sie erklärt ihm, dass der betreffende Flügel leersteht, fährt ihn aber dennoch in seinem Rollstuhl dorthin.
In dem leer stehenden Flügel findet George eine Wochen alte Krankenakte, die seinen Namen trägt. In den heruntergekommenen Zimmern beobachtet er, wie Menschen auf bestialische Art und Weise operiert werden. In einem der Zimmer sieht er schließlich seine Frau, die Sex mit Dr. Sharasi hat. Bei diesem Anblick fällt George aus dem Rollstuhl. Als er wieder zu sich kommt, muss er sich mit dem Anwalt des Krankenhauses (Dan Gerrity) unterhalten. Dieser erklärt ihm, dass er durch den Kratzer, den Zoe ihm vor seiner Untersuchung zugefügt hat, eine Krankenhausinfektion erlitten hat. Als er sein Bein betrachtet, stellt George entsetzt fest, dass es nahezu vollständig nekrotisiert ist und verliert erneut das Bewusstsein. Als er wieder aufwacht, haben die Ärzte seinen halben Unterschenkel amputiert.
Langsam, aber sicher verschwimmen für George die Grenzen zwischen Traum und Wirklichkeit. So wird er nachts von Zoe aufgesucht, die ihm sagt, dass sie weiß, dass sie ihn verletzt habe und es wiedergutmachen wolle. Sie entkleidet sich und besteigt das Bett. Dabei sieht George eine ihren gesamten Rücken bedeckende Tätowierung. Auf seine Frage antwortet Zoe, das sei ein Baum, der wartet auf den Frühling. Ein weiteres Mal sucht George im Rollstuhl den leerstehenden Krankenflügel auf, in dessen Erdgeschoss anscheinend nur ausländische Patienten versorgt werden. Als man ihn auch an die Reihe nehmen will, kann er sich zunächst auf dem Boden kriechend zum Ausgang retten. In der geöffneten Tür, durch die er bereits die belebte Außenwelt der Krankenhausvorfahrt sehen kann, wird er jedoch von Mandingo zurückgezerrt und abermals bewusstlos.
Schließlich kommt Mandingo wieder in sein Zimmer. Er legt Fliege und Brille ab, fesselt Georges Hände ans Bett und kniet sich über ihn, um ihn zu foltern. Dabei erwächst auf seiner Brust die gleiche Tätowierung eines unbelaubten Baumes. Mit einer Rosenschere, die vorher in dem ständig im Fernsehen laufenden Shoppingkanal beworben wurde, foltert er den hilflosen George und schneidet ihm in Hände und Fuß. Im Nachbarbett zeigt Mandingo ihm die an allen Gliedmaßen verstümmelte und auch am Kopf bandagierte Zoe.
In einer parallelen Szene sieht man gleichzeitig Georges Bruder, seine Frau und die Kinder, die sich mit dem Krankenhauspersonal am Krankenbett um den seit Monaten im Wachkoma liegenden George versammeln. Es stellt sich heraus, dass Dr. Sharasi in Wirklichkeit bei der Untersuchung Georges Darm perforiert hatte und dieser danach in ein Koma gefallen war. Der Anwalt des Krankenhauses versucht, die Familie dazu zu bewegen, die lebenserhaltenden Maßnahmen zu beenden, doch Jenny hat den Entschluss gefasst, ihn bis zu ihrem eigenen Tod am Leben zu erhalten. Als letzte verlässt auch sie schließlich das Krankenbett.
Alles, was George seit der Untersuchung gesehen und erlebt hat, hatte sich nur in seinem Kopf abgespielt. In seiner Traumwelt erinnert George sich nun an die Morgenszene, schleppt sich schwer verletzt zum Fenster und stürzt sich hinaus, worauf er auch in der realen Welt stirbt.

### Handlungsstränge
- Rahmenhandlung: George Grieves' 40. Geburtstag und die anschließende Darmspiegelung; seine Familie in seinem Krankenzimmer sowie sein Tod
- Kernhandlung: Georges Traumwelt während des Komazustands

### Deutung
Die Anfangsthese, die George und Jenny zu Beginn im Bett formulieren, wird am Ende durch den tatsächlichen Tod Georges durch den Sprung aus dem Fenster und den tatsächlichen Aufprall auf dem Boden am Ende aufgegriffen und untermauert.
Durch die vielen Traumsequenzen von George in Form von Flashbacks (überwiegend von seiner Geburtstagsfeier am vorherigen Abend), wird eine Verbindung zwischen Georges scheinbaren Wachphasen und der Realität hergestellt, welche die folgenden und teilweise bereits passierten Ereignisse in seinem Krankenzimmer z. T. rückwirkend erklären. Extrem unwahrscheinliche und überspitzt bizarre Ereignisse in Georges Krankenzimmer, wie zum Beispiel das Auftauchen exakt der gleichen Geschenke im Fernsehshop, die George an seinem Geburtstag erhalten hat, lassen den Zuschauer bereits erahnen, dass der Haupthandlungsstrang die fiktive Welt des George Grieves im Komazustand ist.
Insgesamt handelt es sich bei dem gesamten Aufenthalt von George im Krankenzimmer wohl um die Vorstellung des Autors der erlebten Welt von Komapatienten.
Der rote Faden des Films ist die Kritik am Gesundheitssystem der Vereinigten Staaten und die vermutete Vertuschung von Kunstfehlern.

## Kritik
Die Struktur des Films ist ein Klassiker dieses Genres und daher ab dem Zeitpunkt, an dem Georges Wahrnehmung überspitzt surreal wird, leicht zu erkennen. Abgesehen von den Szenen, in denen Mandingo, der afro-amerikanische 'Krankenpfleger', George mit einer Rosenschere zu verstümmeln beginnt, baut die Spannung des Films auf der Ungewissheit auf, welche tatsächlichen Auswirkungen der operative Eingriff hatte – dadurch allein verdient der Film nicht das Attribut „Horror“, vielmehr handelt es sich um einen Psychothriller.
Das Lexikon des Internationalen Films urteilt: „Der verhalten inszenierte Horrorthriller erzählt die überkomplizierte Handlung in verschachtelten Rückblenden, womit er bestenfalls auf die Spitze getriebene Kunstfertigkeit bewirkt.“

## Hintergrund
Sublime erschien am 13. März 2007 in den USA direkt auf DVD (Warner Home Video – Raw Feed Serie, erster Film ist Rest Stop). Das Budget des Films betrug etwa 1,8 Millionen US-Dollar.